# Теодор Адорно
Теодор Адорно (у ствари  ; Франкфурт, 11. септембар 1903 — Вјеж, 6. август 1969) је био немачки филозоф, мислилац друштва, социолог, музиколог и композитор.
Био је водећи члан Франкфуртске школе критичке теорије, чији се рад повезивао са мислиоцима као што су Ернст Блох, Валтер Бенјамин, Макс Хоркхајмер, Ерих Фром и Херберт Маркузе, за које су радови Сигмунда Фројда, Карла Маркса и Г. В. Ф. Хегела били од суштинског значаја за критику модерног друштва. Као критичар и фашизма и онога што је назвао културном индустријом, његови списи – као што су Дијалектика просветитељства (1947), Минима Моралиа (1951) и Негативна дијалектика (1966) – снажно су утицали на европску нову левицу.
Усред моде коју су уживали егзистенцијализам и позитивизам у Европи раног 20. века, Адорно је унапредио дијалектичку концепцију природне историје која је критиковала двострука искушења онтологије и емпиризма кроз студије Серена Кјеркегора и Едмунда Хусерла. Као класично школовани пијаниста чије су симпатије према дванаесттонској техници Арнолда Шенберга резултирале његовим проучавањем композиције код Албана Берга из Друге бечке школе, Адорнова посвећеност авангардној музици чинила је позадину његових наредних писања и довела до његове сарадње са Томасом Маном на живом роману Доктор Фауст. У тим тренуцима Адорно и Ман су живели у Калифорнији као изгнаници током Другог светског рата. Радећи за недавно пресељени Институт за друштвена истраживања, Адорно је сарађивао на утицајним студијама ауторитаризма, антисемитизма и пропаганде које ће касније послужити као модели за социолошке студије које је институт спроводио у послератној Немачкој.
По повратку у Франкфурт, Адорно је био укључен у реконституцију немачког интелектуалног живота кроз дебате са Карлом Попером о ограничењима позитивистичке науке, критику језика аутентичности Мартина Хајдегера, писање о немачкој одговорности за холокауст и континуиране интервенције у питањима јавне политике. Као писац полемике у традицији Фридриха Ничеа и Карла Крауса, Адорно је изнео оштре критике савремене западне културе. Адорнова постхумно објављена Естетичка теорија (1970), коју је планирао да посвети Семјуелу Бекету, врхунац је доживотне посвећености модерној уметности. Хелмут Виброк је номиновао Адорна за Нобелову награду за књижевност 1965. године.

## Кратка биографија
Рођен 11. септембра, 1903. године, као Теодор Лудвиг Визенгрунд (Theodor Ludwig Wiesengrund), живио је у Франкфурту на Мајни прве три и посљедње двије деценије свог живота. Био је син јединац трговца вина јеврејског поријекла и музичарке италијанско-римокатоличког поријекла. Адорно је студирао филозофију као штићеник кантовца Ханса Корнелијуса и музику са Албаном Бергом. Завршава своје дјело из естетике, Habilitationsschrift on Kierkegaard, 1931. године, под туторством хришћанског социјалисте Паула Тилиха. Послије само двије године, као универзитетски инструктор (Privatdozent), бива избачен с посла од стране нацистичких власти, заједно са осталим професорима јеврејског поријекла и политичким љевичарима. Послије неколико година, узима мајчино презиме Адорно као главно, а очево јеврејско, користи само као средњи иницијал.
Напушта Њемачку у прољеће 1934. године. За вријеме епохе нацизма, борави у Оксфорду, Њујорку и јужној Калифорнији. У то вријеме је написао више књига по којима касније постаје познат: Дијалектика просвјетитељства (заједно са Макс Хоркхајмером) 1947, Филозофија нове музике 1949, Минима моралија 1951, Студије о Хусерлу и филозофијским антиномијама 1956, Увод у социологију музике 1962. Три студије о Хегелу 1963, Негативна дијалектика 1966, Жаргон аутентичности 1964, Естетичка теорија 1970, и Ауторитативна личност (пројекат у сарадњи). Из тог времена су и његове провокативне критике масовне културе и њене индустрије. Вративши се у Франкфурт 1949, да би преузео позицију на катедри филозофије, Адорно је убрзо постао водећи њемачки интелектуалац и централна фигура Института социјалних истраживања. У својству јавног интелектуалца, учествовао је у многобројним радио и телевизијским програмима на теме из филозофије, друштва, образовања и умјетности.

## Критичка теорија
Адорно је дао значајан допринос развоју критичке теорије, дијалектичког, историјског приступа и размишљања и писања, који је безусловно имао за циљ да открије грешке (апорије) доминирајућих научно-филозофских, емпиричких и позитивистичких текућих метода. Године 1961. у Тибингену, ушао је у такозвани „позитивистички спор” са, између осталих, Карлом Попером и Јиргеном Хабермасом. Оно што је Адорно заступао био је тек наставак његове непрекидне двоструке критике, односно критике редукционистичког или елиминативистичког метода, с једне, и претјерано утемељене или исувише сигурно утемељене тотализирајуће метафизике, с друге стране. (Са потоњим, обично је повезивао рад Хајдегера и послијератних Хајдегеријанаца.) Његов рад у естетичкој теорији одражавао је истовјетан, двоструки критички циљ.

## Пројекти у сарадњи
По темпераменту више близак усамљеним мислиоцима и композиторима модерног доба, Адорнову мисао су обликовали појмови као што су изгнанство и отуђеност. Упркос томе, не може га се сматрати изолованим и езотеричним мислиоцем, пошто је већи дио његовог дјела настао у сарадњи са другим колегама, врло често као пројекат под покровитељстовм јавних истраживачких институција.
Као један од водећих чланова франкфуртског Института за социјална истраживања, сарађивао је са његовим оснивачем Максом Хоркхајмером, али и са другим члановима института као што су Валтер Бенјамин и Лео Ловентхал.

## Филозофија
Заједно са Хоркхајмером, Адорно дефинише филозофску оријентацију Франкфуртске школе, као и њених истраживачких пројеката у различитим областима друштвених наука. Пошто је био изузетан пијаниста и композитор, Адорно се на првом мјесту концентрисао на теорију умјетности и културе, радећи, кроз велики број есеја написаних 1930—их година, на развоју једне материјалистичке, (али у исто вријеме нередукционистичке), теорије музике и умјетности. Под утицајем Валтера Бенјамина, Адорно је усмјерио своју пажњу на развој једног микролошког третмана културних производа у којем су исти посматрани као констелације историјских и друштвених сила.
Писао је на теме метафизике, епистемологије, политичке филозофије, етике, историје филозофије и филозофије историје. Најпознатији је по томе што је покушао да открије замршени историјски и дијалектички однос између филозофије, друштва и умјетности, односно између филозофије, социологије и естетичке теорије.

### Дијалектика просвјетитељства
Како се развијала његова сарадња са Хоркхајмером, Адорно се све више интересовао за проблем аутодеструктивне дијалектике модернистичког разума и слободе. Под утицајем што је тада изгледало као неодложива побједа нацизма у Европи, та анализа је усмјерена на „повезаност мита и разума”. У Дијалектици просвјетитељства (1941. године), Адорно тврди да је инструменталистички разум спреман да обећа аутономију субјекта наспрам сила природе, једино по цијену његовог поновног ропства кроз властиту репресију импулса и мотивације. Једини начин да се избјегне та врста аутоподређивања је преко „диференцијалне мисли”, која се налази у сједињујућим тенденцијама једног нерепрезентативног разума. Та аутодеструктивна дијалектика је представљена преко упечатљиве слике везаног Одисеја на свом броду, како би преживио сусрет са сиренама. У почетку, Адорно је вјеровао да једна позитивна анализа просвјетитељства може спасити ту врсту генеалогије модернистичког разума, али никад није стигао да развије идеју. Умјесто тога, све се више усмјеравао на једну песимистичку анализу растуће конкретизације модерног живота и могућности једног „у потпуности администрираног друштва”.

### Теорија естетике
Адорно тврди да једна „аутономна умјетност” може сломити успостављену стварност и негирати искуство конкретизације која превладава савременим друштвом. У Теорији естетике (1970. године), развио је идеју једне аутономне умјетности у оквиру концепта естетичке форме или способности умјетности за унутрашњу организацију саме себе, како би се реструктурисали постојећи шаблони мисли. Аутентично умјетничко дјело стиче једну врсту „вриједносне истине”, кроз своју способност да предочи нашој свијести друштвене контрадикције и антиномије (противрјечности).

### Негативна дијалектика
У Негативној дијалектици (1966. године), Адорно нуди један генерални третман социјалне критике под „фрагментаристичким” условима модернистичке рационализације и доминације. Овај и други слични есеји социјалне критике, имали су јак утицај на даљу критику културе, нарочито анализа популарне културе и индустрије културе коју Адорно овдје посматра.

## Мјесто у историји филозофије
Адорно је смјештен у оквиру Континенталне филозофске традиције и сматран једним од великих интелектуалаца и мислиоца 20. вијека. Његова сабрана дјела се састоје из 23 књиге.
Адорнова филозофија се обично сматра непрекидним дијалогом са три претходна њемачка филозофа: Хегелом, Марксом и Ничеом. Такође, његово ангажовање у Институту за социјална истраживања има пресудан утицај у уобличавању његове филозофије.
Институт за социјална истраживања је успостављен 1923. године на Франкфуртском универзитету. Институт, или Франкфуртска школа како је касније постао познат, је био интердисциплинарна институција гдје су се окупљали стручњаци из економије, политичких наука, теорије права, психоанализе и студије културних феномена као што су музика, филм, и масовна култура.